# Erazm Ciołek (biskup płocki)
Erazm Ciołek, znany też jako Vitellius (ur. 1474 w Krakowie, zm. 9 września 1522 w Rzymie) – biskup płocki i dyplomata, wcześniej sekretarz królewski Aleksandra Jagiellończyka, poseł, mecenas sztuki i literatury oraz mówca. Zgromadził wielki księgozbiór, a wykonany dla niego mszał jest zaliczany do arcydzieł polskiej sztuki przełomu średniowiecza i renesansu.

## Życiorys
Urodził się na początku 1474 w mieszczańskiej rodzinie właścicieli krakowskiej winiarni przy ul. Świętej Anny – Stanisława Ciołka i jego żony Agnieszki. Niektóre źródła (S. Orgelbranda Encyklopedia Powszechna, tom V, 1899) podają, że był synem księdza. W młodości obracał się w kręgach uniwersyteckich przeżywającej swój rozkwit Akademii Krakowskiej. Kształcił się tu od 1485, uzyskując stopień bakałarza w 1487, a magistra w 1491. Dzięki nawiązanym kontaktom, jako młody zdolny humanista otrzymał posadę książęcego sekretarza w Wilnie u wielkiego księcia Aleksandra Jagiellończyka. Wkrótce stał się jego ulubieńcem i dzięki niemu zaczął błyskotliwą karierę. Mimo iż posiadał tylko niższe święcenia, został w krótkim czasie kanonikiem, dziekanem i prepozytem kapituły wileńskiej (1499). W 1501 z polecenia Aleksandra udał się z poselstwem od wielkiego księcia Litwy do Rzymu, do papieża Aleksandra VI. Oficjalną przyczyną wysłania poselstwa było złożenie obediencji papieżowi, ale rzeczywistym zadaniem było uzyskanie papieskiej przychylności dla unii Kościoła prawosławnego Wielkiego Księstwa Litewskiego z Kościołem katolickim, a także pozyskanie środków na walkę z „niewiernymi”. Wygłosiwszy na papieskiej audiencji 31 marca 1501 wiernopoddańczą („obediencjonalną”) oraz antyturecką mowę uzyskał przychylność papieża, sukces swej misji, a ponadto liczne inne korzyści: od przywilejów dla litewskich kościołów, po godności osobiste (tytuł hrabiego pałacowego, protonotariusza apostolskiego, przywilej derogacyjny – usuwający konieczność szlachectwa, niezbędny do posiadania tych funkcji i urzędów). W trakcie pobytu we Włoszech uzyskał u Filipa Berwalda stopień doktora prawa kanonicznego. Przebywał w Rzymie kilka miesięcy i wrócił na początku 1502, otrzymując urząd sekretarza u swego dobroczyńcy Aleksandra, który podczas pobytu Ciołka w Rzymie został (po śmierci Jana Olbrachta) królem Polski. Szybko awansował w hierarchii kościelnej, nie unikając fałszerstw (przy pomocy fałszywych świadków przeprowadził 14 kwietnia 1502 przed sądem królewskim wywód swego rzekomego szlachectwa z herbem Sulima – dzięki temu mógł zostać kanonikiem krakowskim). Wkrótce otrzymał kanonie w Poznaniu, we Wrocławiu, we Włocławku i prawdopodobnie w Płocku, a w Sandomierzu uzyskał prepozyturę kolegiaty Matki Boskiej. Po przeniesieniu biskupa płockiego Przerębskiego na biskupstwo kujawskie w 1503, dzięki królewskiej protekcji otrzymał wakujący urząd, który objął 26 stycznia 1504. W marcu brał udział w sejmie piotrkowskim jako senator.
W tym samym 1504, pod koniec grudnia, wyruszył do Rzymu z drugą swą dyplomatyczną misją. Jego zadaniem było z jednej strony złożenie w imieniu nowego króla Aleksandra Jagiellończyka zwyczajowej formalnej obediencji papieżowi Juliuszowi II, ale z drugiej – co dla królestwa było ważniejsze – potwierdzenia w Rzymie zawartego wiele lat wcześniej, w 1466, pokoju toruńskiego kończącego wojnę trzynastoletnią. Potwierdzenie to potrzebne było m.in. do zmuszenia księcia Fryderyka von Wettyna do złożenia polskiemu królowi hołdu. 1 marca 1505 odbył wraz z towarzyszącą mu świtą okazały wjazd poselski do Rzymu. Miał w Rzymie obok spraw wagi pierwszorzędnej liczne inne drobniejsze sprawy do załatwienia, w tym finansowe. Potwierdzenia pokoju toruńskiego – mimo wygłoszenia 10 marca 1505 przed papieżem płomiennego przemówienia – nie uzyskał (interweniował tu też bowiem u papieża cesarz Maksymilian I), a w sprawie hołdu Fryderyka wyjednał zaledwie brewe (papieski dekret niższej rangi) nakazujące Fryderykowi złożenie hołdu przed polskim królem. Pozostałe sprawy, wypływające z odbytego poselstwa, załatwił pozytywnie, zadbawszy przy tym o dalsze korzyści dla własnej osoby, własnej diecezji, dla Kościoła w Polsce oraz dla króla. Przebywał w Rzymie do 12 września 1505, uzyskawszy w ciągu sześciu miesięcy 13 audiencji u papieża, zyskując sobie jego przychylność i – idącą wraz z nią – przychylność większości kardynałów, choć nie brak też było czasie jego pobytu prób podkopania jego pozycji dworskimi intrygami. Podpisał dyplom elekcji Zygmunta I Starego na króla Polski i wielkiego księcia litewskiego na sejmie w Piotrkowie 8 grudnia 1506 roku.
Lata 1506–1518 spędził głównie na zarządzaniu płocką diecezją, choć jeździł zarówno na sejmy, jak i do króla, także po śmierci Aleksandra Jagiellończyka – do jego brata i następcy Zygmunta I. W 1510 bezskutecznie zabiegał o urząd biskupa gnieźnieńskiego. Od tego czasu datuje się jego konflikt z Janem Łaskim. W 1511 odbył poselstwo w imieniu króla do księżnej mazowieckiej Anny, słał królowi memoriały dotyczące polityki międzynarodowej (stosunki z Krzyżakami i z wielkim księstwem moskiewskim). Odegrał rolę w negocjacjach matrymonialnych Zygmunta z Boną Sforza (był w grupie senatorów witających ją w Ołomuńcu). W diecezji płockiej zręcznie gospodarował, przyczyniając się do wzrostu jej znaczenia i bogactwa, a także do jej rozwoju, nie tylko przez budowę nowych kościołów, kaplic i ołtarzy, ale również przez poprawę organizacji zarządzania podległym sobie terytorium do ożywienia gospodarczego, np. wzmożenia kontaktów handlowych z Gdańskiem; oraz rozbudowy infrastruktury miejskiej, np. rozbudowy murów, budowy wodociągów w Płocku; do poprawy zdrowotności (zatrudnił lekarza, któremu płacił uposażenie). Dbał również o rozwój naukowy, a także moralny w swojej diecezji, surowo karząc występki.
W 1518 król Zygmunt I zlecił mu poselstwo na Sejm Rzeszy do Augsburga, a także do nowego papieża, Leona X, do Rzymu. Kunszt oratorski Ciołka zabłysnął w Augsburgu 20 sierpnia 1518 na tyle jasno, że uzyskawszy u cesarza Maksymiliana audiencję 21 września został przezeń hojnie obdarzony, mianowany osobistym kapelanem, otrzymał herb królów Burgundii dla kapituły płockiej używany potem jako herb jurydyki Kamion będącej własnością kapituły (obecnie dzielnica Kamionek w Warszawie), a także dostał od cesarza zlecenie jego osobistej misji do Rzymu związanej m.in. z koroną cesarską dla Niemiec. Maksymilian obiecał natomiast wesprzeć starania Erazma o nominację kardynalską. Zadanie, które powierzył mu król Zygmunt – dotyczące uregulowania z Niemcami sprawy krzyżackiej oraz poparcia przez Rzeszę w stosunkach z Moskwą, mimo zręczności dyplomatycznej Erazma, praktycznie nie powiodło się.
Do Rzymu dotarł 7 listopada, przywitany bardzo uroczyście (Leon X znał i cenił Erazma od dawna). Wkrótce jego misja po raz kolejny zakończyła się fiaskiem. Karol V, który po śmierci Maksymiliana I (12 stycznia 1519) wstąpił na tron cesarski w Niemczech i bardzo skutecznie przeciwdziałał, wraz z niektórymi kardynałami, zabiegom Ciołka. Nie brakowało też intryg rodaków – np. Jana Łaskiego sprzeciwiającego się ambicjom Ciołka zabiegającego o tytuł kardynała. W rezultacie nie udało się uzyskać potwierdzenia pokoju toruńskiego, nie powiodły się też zabiegi o ugodę z Moskwą. Dodatkowa misja Ciołka do Neapolu (w kwietniu i maju 1519, potem ponownie w styczniu 1520) w sprawie finansów królowej Bony także nie powiodła się – księżna-matka Izabela nie wypłaciła jej posagu, a spadek po królowej neapolitańskiej Joannie także pozostał nieuregulowany. Podczas całego swego pobytu we Włoszech udało się jednak Ciołkowi uzyskać wiele korzyści dla siebie osobiście, jak dla Kościoła polskiego i królestwa. Usilnie starał się też o kapelusz kardynalski dla siebie, co spotykało się z coraz większym sprzeciwem ludzi mu nieprzychylnych, którzy słusznie zarzucali mu prywatę i wykorzystywanie królewskiej misji do gromadzenia majątku. Opór ten doprowadził do tego, że kilkakrotnie przez króla napominany, latem 1521 został z poselstwa odwołany. Pozostawszy w Rzymie już na własną rękę, Ciołek podjął energiczne starania o mianowanie go kardynałem. Śmierć papieża w grudniu 1521 stanęła na przeszkodzie jego zabiegom; pozostawał jednak nadal w Rzymie, licząc na to, że z jednej strony król Zygmunt przywróci mu godność posła Królestwa Polskiego, a z drugiej – że następca Leona X, Hadrian VI, wręczy mu wreszcie kardynalski kapelusz. Jakkolwiek Zygmunt prawdopodobnie rzeczywiście cofnął swoje odwołanie Erazmowi, to kardynałem nie zdążył już zostać – zmarł 9 września 1522 w wyniku panującej w Rzymie zarazy.

## Twórczość (oracje, mowy)
- Ad Alexandrum Sextum, pontificem maximum... oratio, wygł. 31 marca 1501[3], z rękopisu Archiwum Watykańskiego, wyd. A. Theiner Vetera Monumenta Poloniae et Lithuaniae, t. 2, 1861, s. 277–279 (przekł. polski: Czas 1860, t. 20, s. 176–185)
- Obedientia Alexandri Poloniae regis... oratio, wygł. 10 marca 1505, przed papieżem Juliuszem II, z rękopisu Archiwum Watykańskiego, wyd. A. Theiner Vetera Monumenta Poloniae et Lithuaniae, t. 2, 1861, s. 300–302
- Oratio... ad cesarem Maximilianum, wygł. 20 sierpnia 1518, wyd. Augsburg 1518, drukarnia J. Miller[4]; wznow.: Bazylea 1518, Rzym 1519, Bazylea 1582, Frankfurt 1584; z rękopisu Archiwum Watykańskiego, wyd. A. Theiner Vetera Monumenta Poloniae et Lithuaniae, t. 2, 1861, s. 380–384 (przekł. polski wyd.: A. Moraczewski Dzieje Rzeczypospolitej Polskiej, t. 4, poz. 1847, s. 46–55)
- Orationes, Rzym 1519, drukarnia J.Mazochius (zawiera 2 mowy z 1518: do papieża Leona X i do cesarza Maksymiliana)

## Listy i materiały
- Do Zygmunta I: Rzym, 8 marca 1518; Augsburg 1518; ogł. W. S. Broel-Plater Zbiór pamiętników do dziejów polskich, t. 1, Warszawa 1858, s. 98–139
- Do króla hiszpańskiego Karola I, Rzym, 14 marca 1519, ogł. W. Pociecha Polska wobec elekcji cesarza Karola V w 1519, dod. Wrocław 1947, Prace Wrocławskiego Towarzystwa Naukowego, seria A, nr 12
- Korespondencja z 1507-1520 (m.in.: do i od Zygmunta I; od Juliusza II, Adama Gadiusa, Piotra Tomickiego), Acta Tomiciana, t. 1-6 (1852-1857)
- Dokumenty zw. z poselstwem do Rzymu oraz przywileje papieskie z 1501, wyd. J. Fijałek, W. Semkowicz „Kodeks dyplomatyczny katedry i diecezji wileńskiej”, t. 1 (1387-1507), Kraków 1948, Wyd. Komisji Historycznej PAU, nr 81, s. 566–567, 576–582, 591-596
- Wywód szlacheckiego pochodzenia E. Ciołka z 1502 (tekst pol. i łac.), ogł. E. Hubert Pamiętniki historyczne, t. 1, Warszawa 1861, s. 262–267
- Zapiski własnoręczne z 1499-1508, zawierające itinerarium podróży do Rzymu i Wenecji, ogł. L. Birkenmajer „Zapiski historyczne wśród starych almanachów Biblioteki Jagiellońskiej”, Kwartalnik Historyczny, 1902
- Akta dot. legacji rzymskich z 1501 i 1505, ogł. S. Kutrzeba, J. Fijałek „Kopiarz rzymski Erazma Ciołka z pocz. wieku XVI”, Archiwum Komisji Historycznej, seria 2, t. 1 (1923)
- Akta dot. poselstwa do Rzymu w 1518, m.in.: listy od Zygmunta I, Acta Tomiciana, t. 4 (1855) s. 345–348 i in., t. 5 (1855) s. 47 i in., t. 6 (1857) s. 18 i in.
- Compendium expeditionum Erasmi epi Plocensis a S. Rege Poloniae ad Leonem X. Pont. Max. missi 1519, nie wydane drukiem, rękopis Archiwum Biskupie we Fromborku

## Upamiętnienie
Od 24 listopada 1961 ulica w Warszawie, na terenie obecnej dzielnicy Wola, nosi nazwę ulicy Erazma Ciołka.
Na jego cześć nazwano księżycowy krater Vitello.